# Stryphnodendron
Stryphnodendron là một chi thực vật có hoa trong họ Đậu.

## Hình ảnh

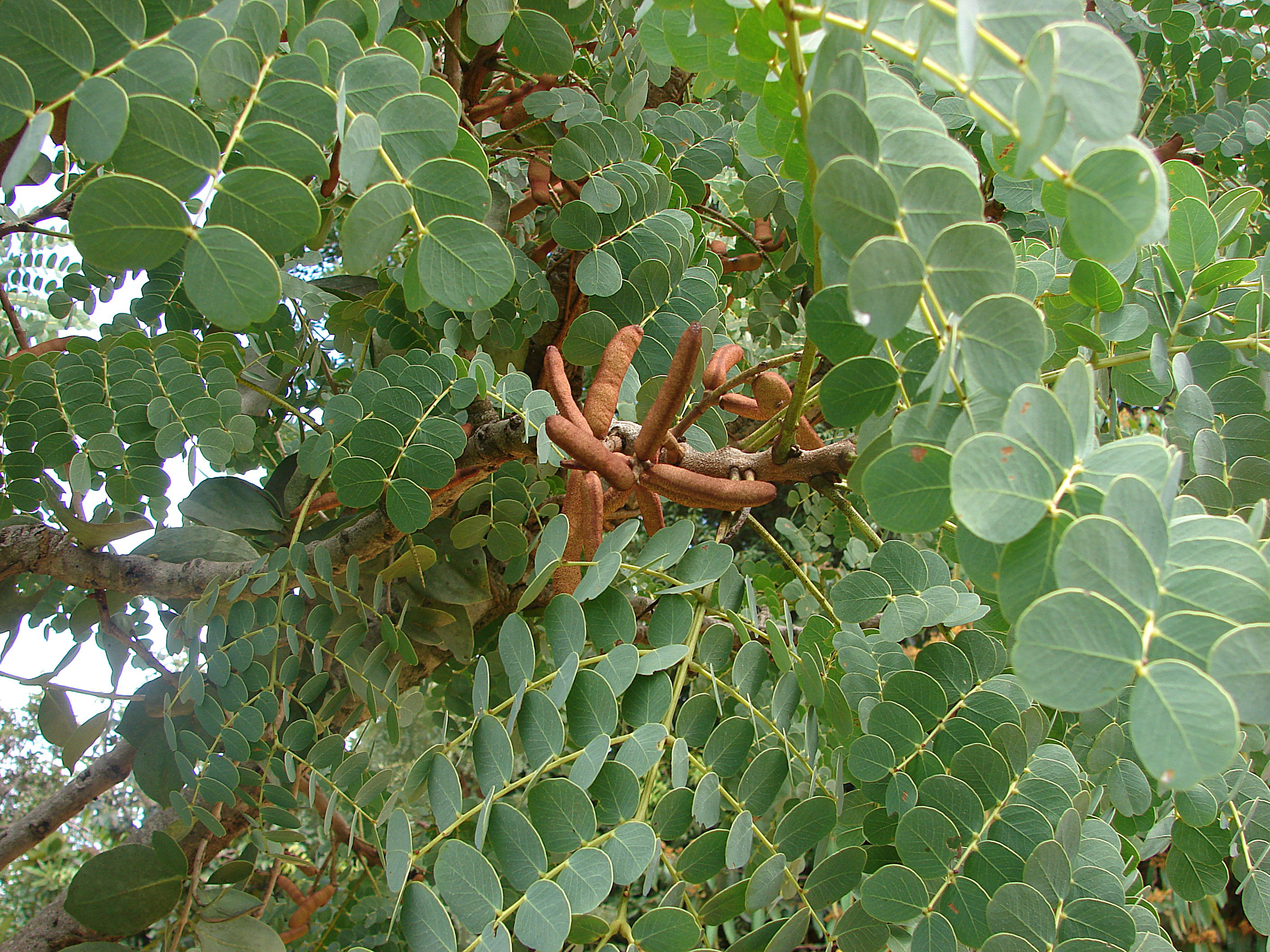
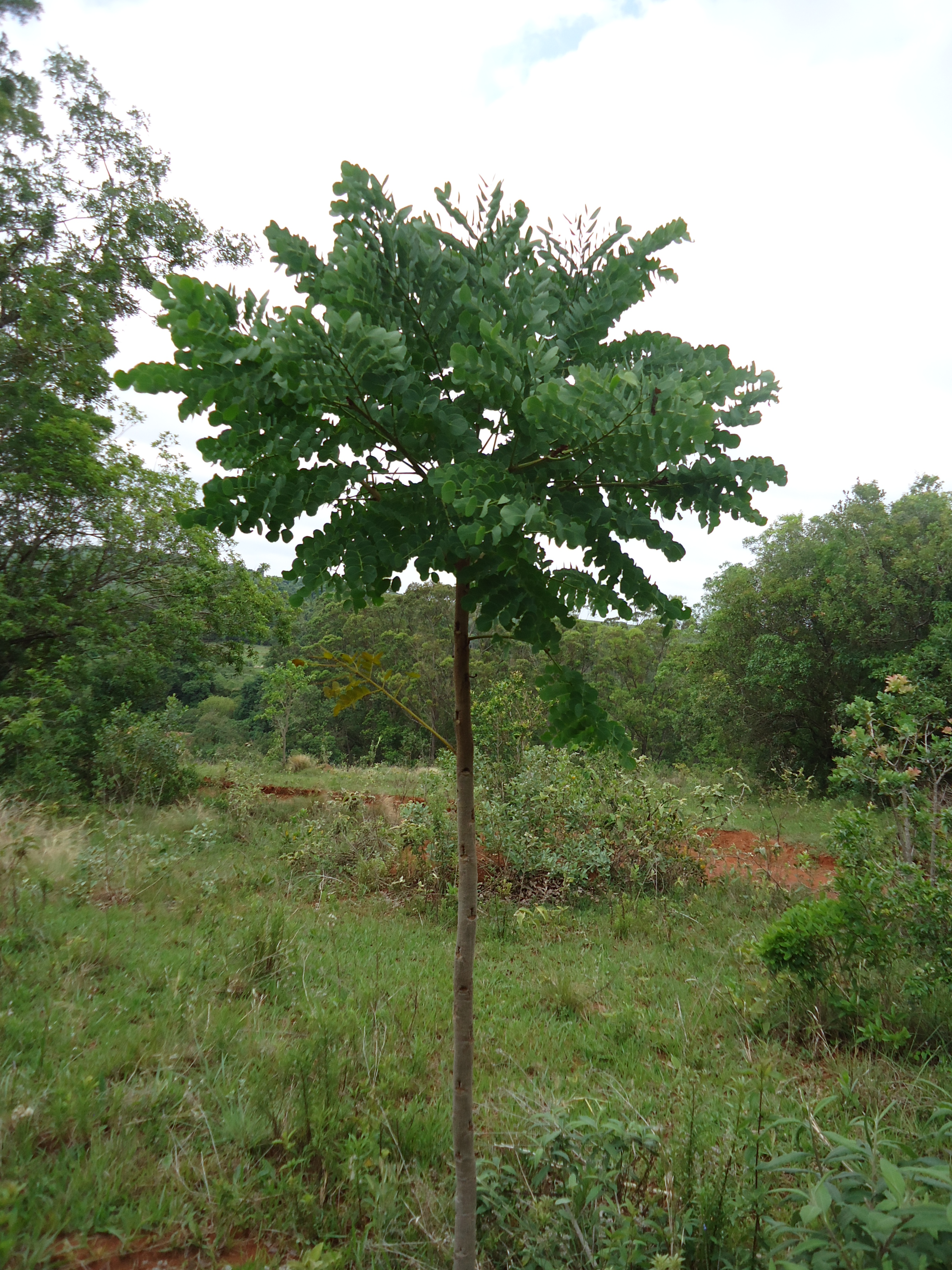

## Các loài
Stryphnodendron bao gồm các loài:
- Stryphnodendron adstringens
- Stryphnodendron coriaceum
- Stryphnodendron guianense
- Stryphnodendron harbesonii
- Stryphnodendron microstachyum
- Stryphnodendron moricolor
- Stryphnodendron obovatum
- Stryphnodendron polystachyum
- Stryphnodendron porcatum
- Stryphnodendron pulcherrimum
- Stryphnodendron racemiferum